# Tribromuro di azoto
Il tribromuro di azoto è un composto di azoto e bromo che allo stato puro è altamente instabile ed estremamente incline ad esplodere anche a -100 °C; è stato isolato solo nel 1975 con l'uso di apparecchiature criogeniche.

È un solido rosso scuro e volatile e fu preparato per la prima volta tramite la bromurazione della  bis(trimetilsilil)bromoammina con cloruro di bromo, reazione condotta in pentano a -87 °C secondo la reazione:
(Me3Si)2NBr + 2 BrCl → NBr3 + 2 Me3SiCl
Reagisce istantaneamente con l'ammoniaca in diclorometano a -87 °C per dare monobromoammina:
NBr3 + 2 NH3 → 3 NH2Br
Reagisce anche con lo iodio in diclorometano a -87 °C per dare NBr2I, un solido rosso-bruno stabile fino a circa -20 °C:
NBr3 + I2 → NBr2I + IBr